# Joya de Cerén
Joya de Cerén – stanowisko archeologiczne cywilizacji Majów położone w departamencie  La Libertad w południowo-zachodnim Salwadorze. Zawiera dobrze zachowane pozostałości rolniczej osady, która w VII wieku została pokryta wulkanicznym popiołem.
W 1993 roku stanowisko zostało wpisane na listę światowego dziedzictwa UNESCO.

## Historia
Pierwsze ślady niewielkiej osady Cerén pochodzą z ok. 1200 roku p.n.e. Ok. 200 roku n.e. została ona opuszczona z powodu wybuchu wulkanu Ilopango. Po około dwustu latach miejsce zostało na nowo zasiedlone przez rolniczą społeczność, jednak wybuch wulkanu Loma Caldera ok. 590 roku całkowicie ją pogrzebał. Badania wykazały, że wioska w przeciągu kilku godzin została pokryta grubą na 4–8 m warstwą popiołu, jednak ludność zdołała opuścić wioskę, gdyż żadne ciała nie zostały znalezione. Odkryto natomiast porzucone sprzęty domowe, ceramikę oraz resztki jedzenia.

## Badania
Osada została odkryta w 1976 roku podczas budowy silosów na zboże. Jej eksploracją zajął się profesor Payson Sheets z Uniwersytetu Kolorado, ale z powodu niepokojów w Salwadorze pracę przerwano w 1980 roku. Wznowiono je osiem lat później. W ich wyniku odkopano ok. 70 budynków w tym budynki mieszkalne, religijne, warsztaty oraz saunę. Wszystkie struktury były zbudowane z ziemi, gliny i pokryte strzechą.
Ponadto niska temperatura mokrego popiołu wulkanicznego pozwoliła zachować dużo materiału roślinnego m.in. pozostałości upraw kukurydzy, agawy czy kakaowca. Archeolodzy odnaleźli również pierwszą w Nowy Świecie plantację manioku.
Wyjątkowe okoliczności, które zachowały architekturę, materiały organiczne oraz inne archeologiczne artefakty sprawiły, że badacze mogli poznać życie zwykłych ludzi żyjących w Mezoameryce w VII wieku.

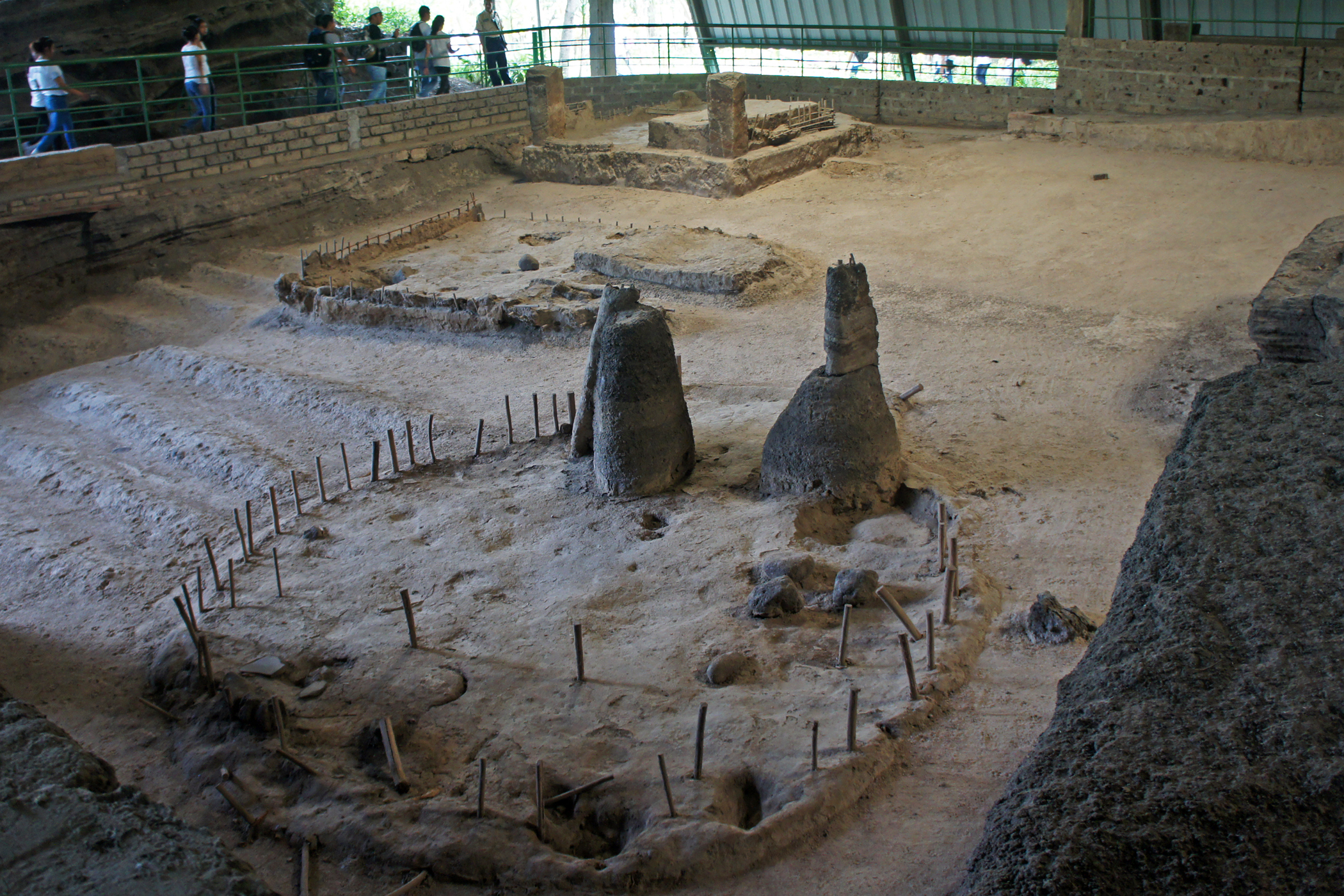
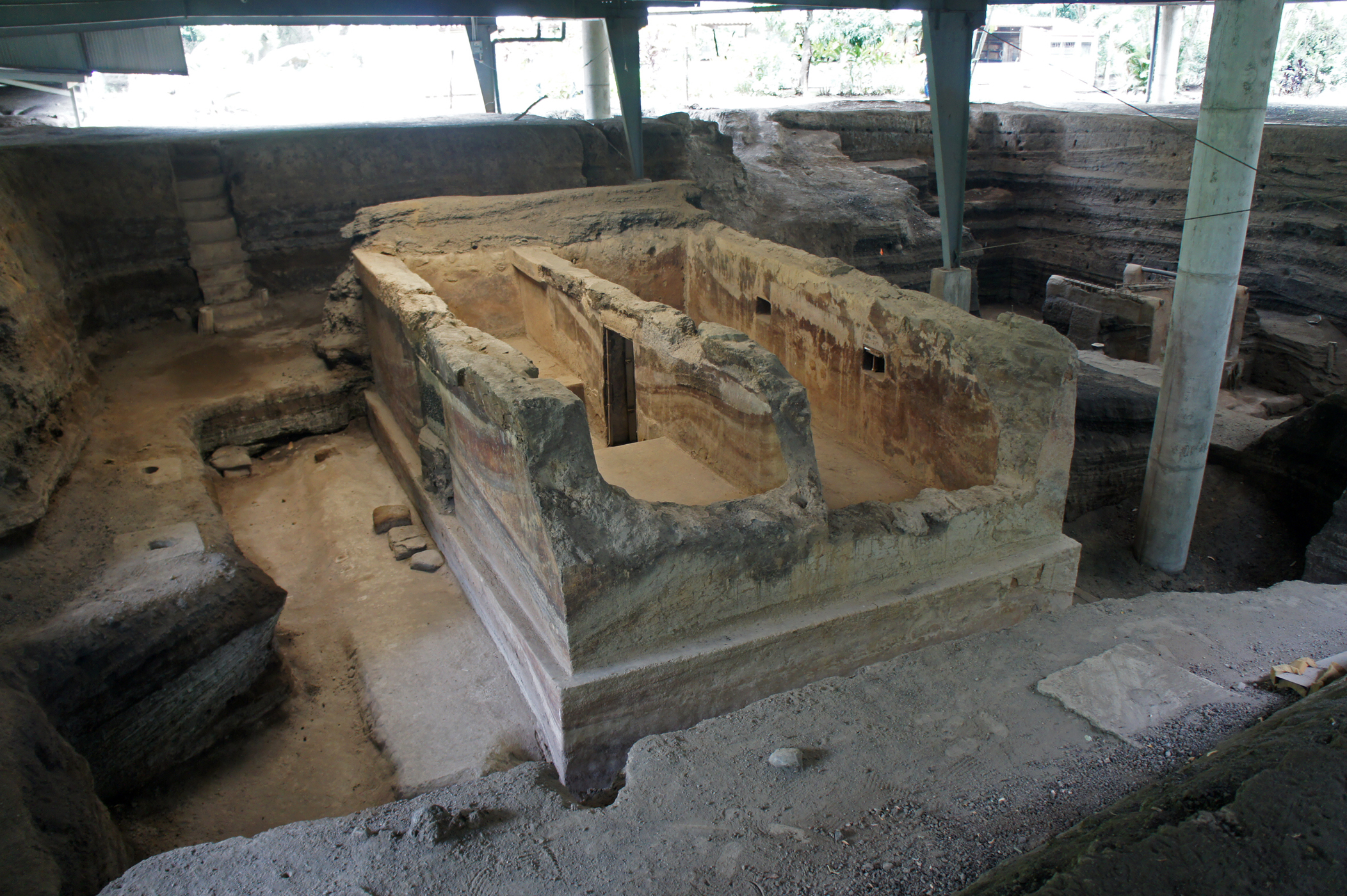
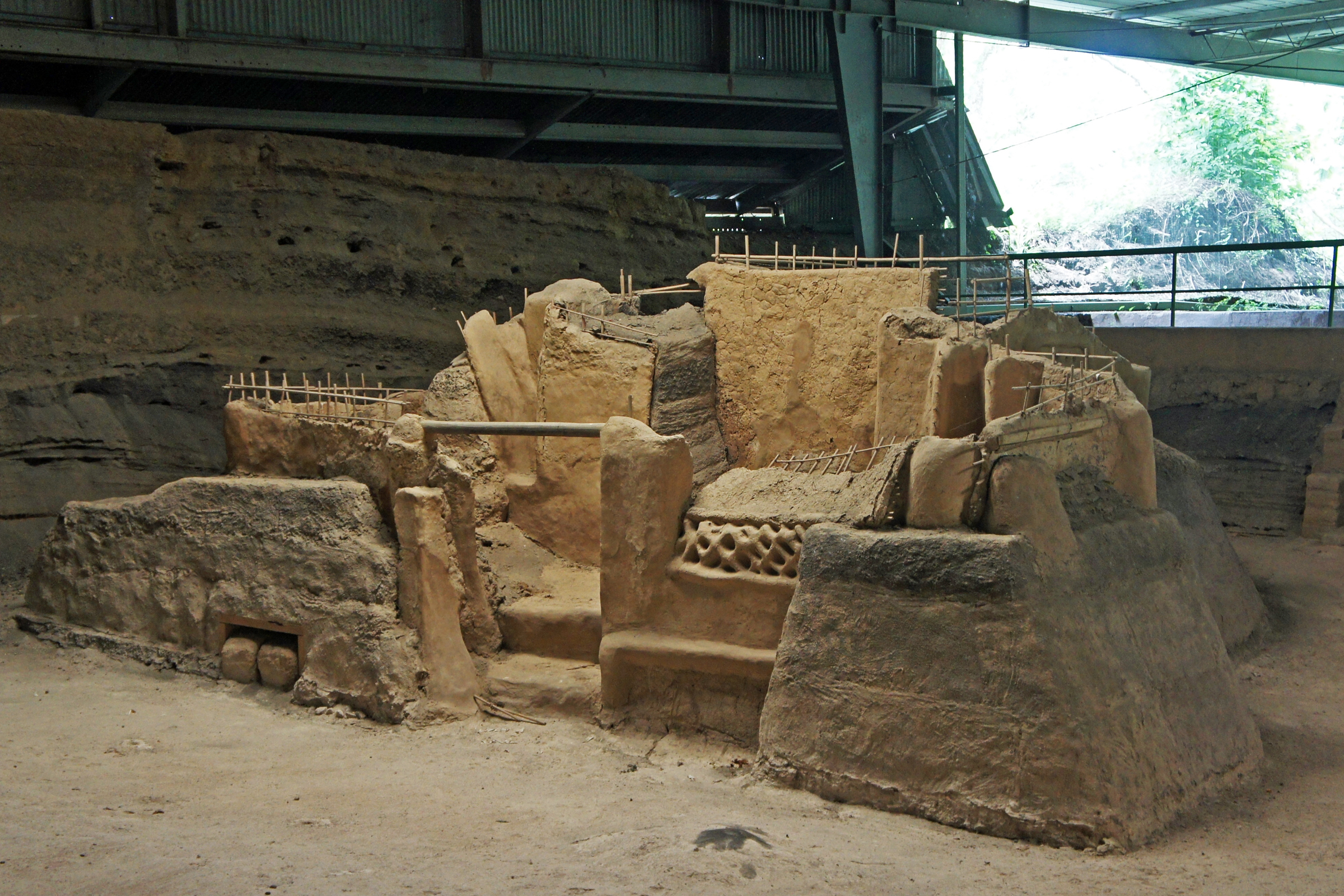
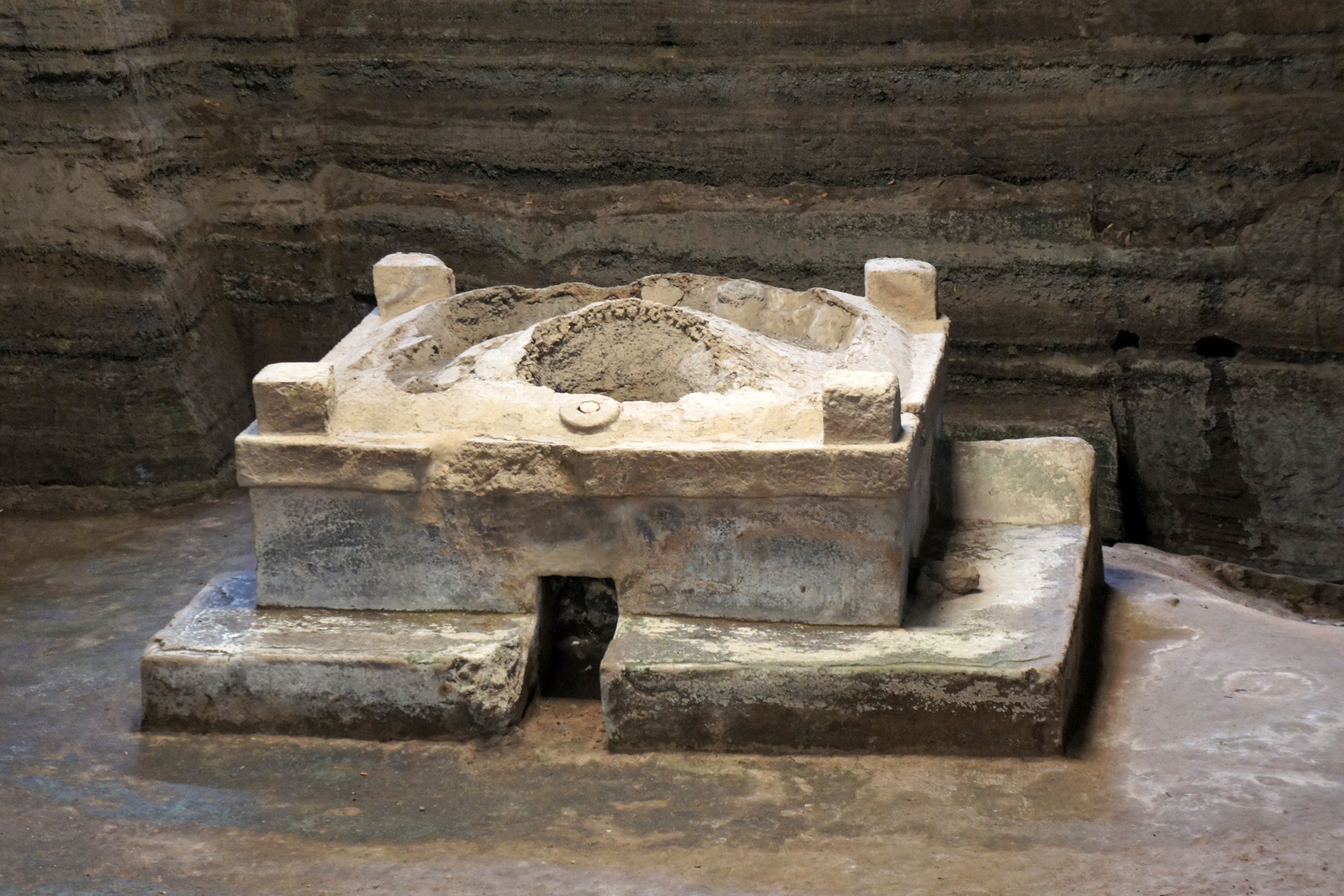
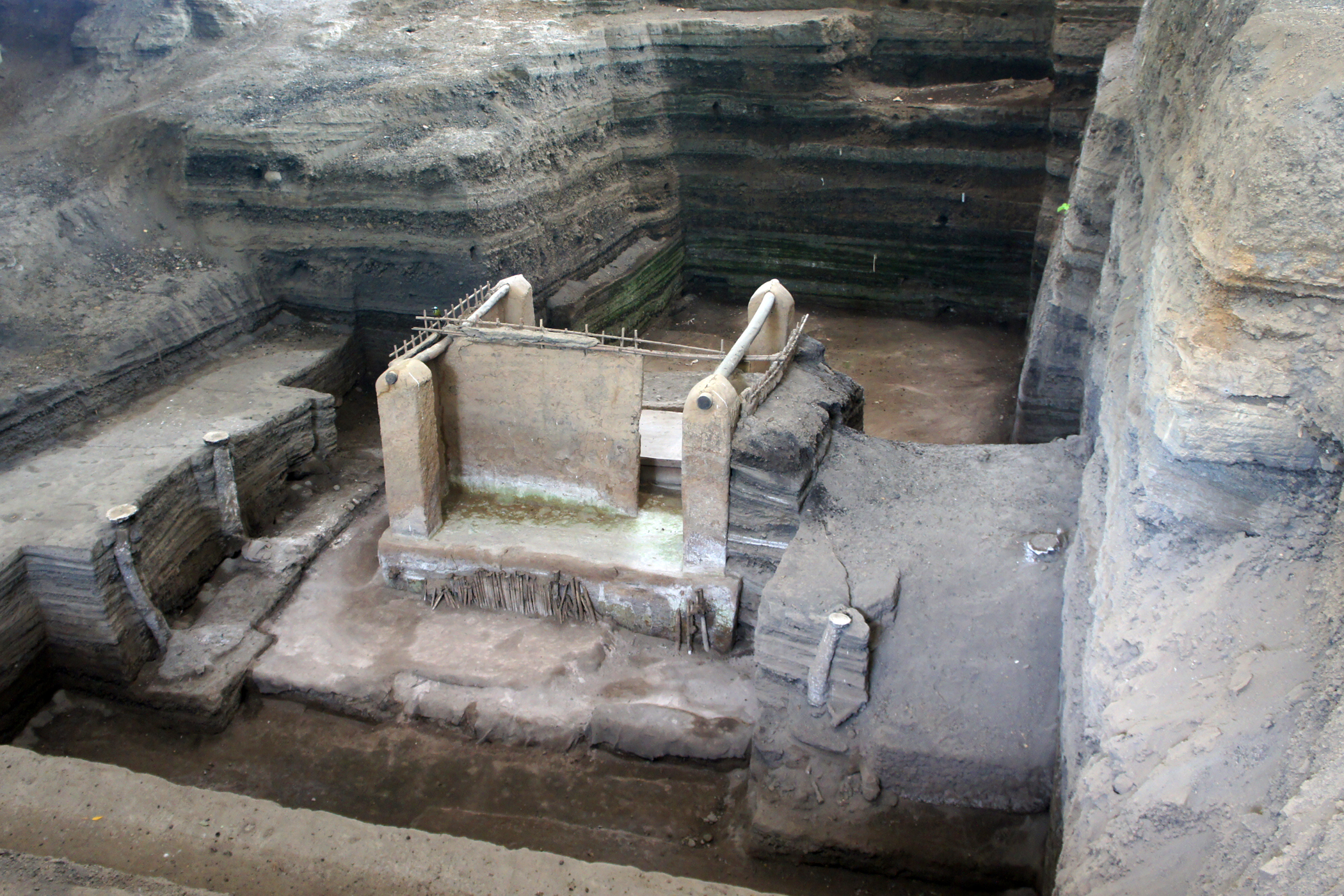
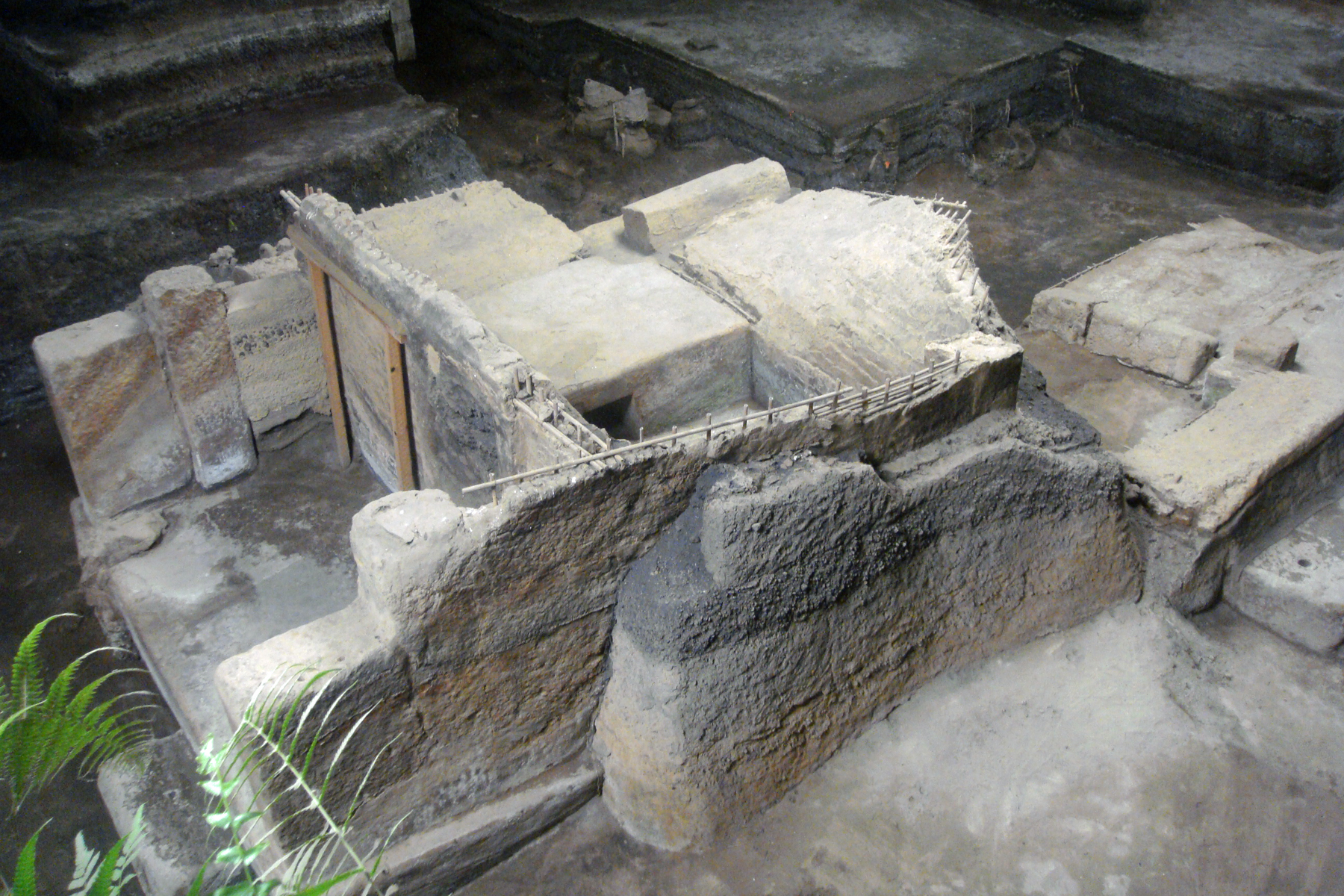
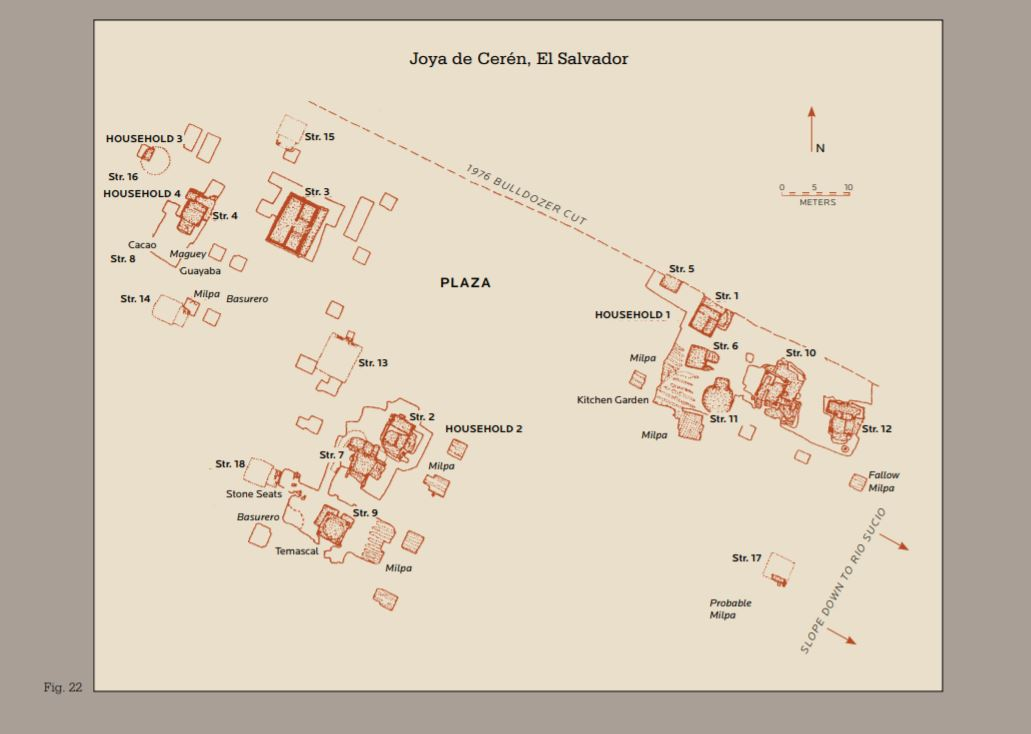
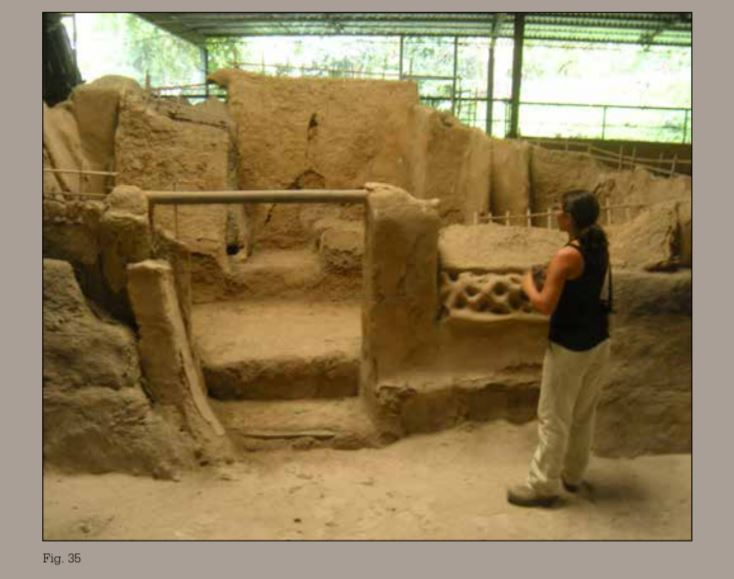
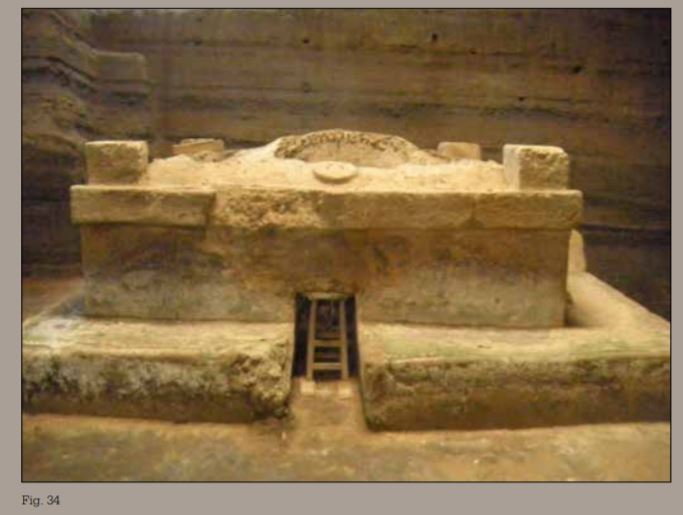